# Openbaringen van een slapeloze
Openbaringen van een slapeloze is een Nederlandse film uit 1991 van Pim de la Parra. Het is gebaseerd op een scenario van Paul Ruven en J.P. Vernu. De film heeft als internationale titel Revelations of an Insomniac.

## Rolverdeling
| Acteur            | Personage             |
| ----------------- | --------------------- |
| Miguel Stigter    | J.A. Wierook          |
| Marian Mudder     | Anna Wierook          |
| Liz Snoyink       | Lydia                 |
| Bart Oomen        | assistent             |
| Bodil de la Parra | assistant             |
| Joanna Swaan      | assistant             |
| Johan Leysen      | bezoeker              |
| Camilla Braaksma  | bezoeker              |
| Jacob Smolders    | vrachtwagenbestuurder |